# 第32海兵旅団 (ギリシャ軍)
第32海兵旅団（だい32かいへいりょだん、英:32nd Marines Brigade、ギリシャ語:32 ΤAΞ ΠΝ - 32η Ταξιαρχία Πεζοναυτών Mοράβας）は、ギリシャ陸軍の海兵隊である。ヴォロスに司令部を置き、水陸両用作戦や沿岸離島防衛を任務とする。揚陸作戦はギリシャ海軍と共同で行うため、装備や艦艇は海軍のものを使用する。

## 歴史
部隊の系譜をたどると第8歩兵師団隷下で1919年にプレヴェザに発足した第32歩兵連隊までさかのぼる。希土戦争 (1919年-1922年)やギリシャ・イタリア戦争、第二次世界大戦も参戦している。ドイツのギリシャ占領後は廃止された。1959年に連隊は新たに第132軽歩兵連隊に昇格し補助部隊としてアッティカに移転したが、1967年に第32海兵連隊に再編成された。
1988年1月には、3つの特殊部隊を師団に統一、解隊したのち、部隊を旅団規模に拡大した。現在は、ギリシャ即応部隊として第2軍団の指揮下にある。第32海兵旅団は特殊部隊として再編後1988年に設立された。

## 組織
- 本部中隊
- 第505海兵大隊
- 第521海兵大隊
- 第575海兵大隊
- 第32機甲中隊
- 第32野戦砲兵大隊
- 第32工兵中隊
- 第32軽防空中隊
- 第32通信中隊
- 第32支援大隊